# Mistrzostwa Świata w Kolarstwie Przełajowym 2005
56. Mistrzostwa Świata w Kolarstwie Przełajowym 2005 odbyły się w niemieckiej miejscowości St. Wendel, w dniach 29 - 30 stycznia 2005 roku.

## Medaliści
| Konkurencja:                | Złoto:            | Czas      | Srebro:           | Czas     | Brąz:               | Czas     |
| Klasyfikacja mężczyzn       |                   |           |                   |          |                     |          |
| Elite (30 stycznia 2005)    | Sven Nys          | 1:01:34 h | Erwin Vervecken   | + 0:02 m | Sven Vanthourenhout | + 0:13 m |
| U-23 (29 stycznia 2005)     | Zdeněk Štybar     | 50:12 m   | Radomír Šimůnek   | + 0:21 m | Simon Zahner        | + 0:25 m |
| Juniorzy (29 stycznia 2005) | Davide Malacarne  | 38:52 m   | Julien Taramarcaz | + 0:00 m | Christoph Pfingsten | + 0:00 m |
| Klasyfikacja kobiet         |                   |           |                   |          |                     |          |
| Elite (30 stycznia 2005)    | Hanka Kupfernagel | 41:42 m   | Sabine Spitz      | + 0:28 m | Mirjam Melchers     | + 0:32 m |

## Szczegóły

### Zawodowcy
| Medal | Zawodnik            | Narodowość | Czas      |
| ----- | ------------------- | ---------- | --------- |
|       | Sven Nys            | Belgia     | 1:01:34 h |
|       | Erwin Vervecken     | Belgia     | + 0:02    |
|       | Sven Vanthourenhout | Belgia     | + 0:13    |
| 4     | Francis Mourey      | Francja    | + 0:31    |
| 5     | Davy Commeyne       | Belgia     | + 0:31    |
| 6     | Tom Vannoppen       | Belgia     | + 0:31    |
| 7     | Petr Dlask          | Czechy     | + 0:42    |
| 8     | Enrico Franzoi      | Włochy     | + 0:42    |
| 9     | Michael Baumgartner | Szwajcaria | + 0:42    |
| 10    | Wilant van Gils     | Holandia   | + 0:42    |

### U-23
| Medal | Zawodnik          | Narodowość | Czas    |
| ----- | ----------------- | ---------- | ------- |
|       | Zdeněk Štybar     | Czechy     | 50:12 m |
|       | Radomír Šimůnek   | Czechy     | + 0:21  |
|       | Simon Zahner      | Szwajcaria | + 0:25  |
| 4     | Lukas Flückiger   | Szwajcaria | + 0:28  |
| 5     | Niels Albert      | Belgia     | + 0:35  |
| 6     | Kevin Pauwels     | Belgia     | + 0:59  |
| 7     | Derik Zampedri    | Włochy     | + 1:26  |
| 8     | Steve Chainel     | Francja    | + 1:27  |
| 9     | Lars Boom         | Holandia   | + 1:28  |
| 10    | Krzysztof Kuźniak | Polska     | + 1:28  |

### Juniorzy
| Medal | Zawodnik              | Narodowość | Czas    |
| ----- | --------------------- | ---------- | ------- |
|       | Davide Malacarne      | Włochy     | 38:52 m |
|       | Julien Taramarcaz     | Szwajcaria | + 0:00  |
|       | Christoph Pfingsten   | Niemcy     | + 0:00  |
| 4     | Romain Lejeune        | Francja    | + 0:10  |
| 5     | Ricardo van der Velde | Holandia   | + 0:14  |
| 6     | Lukáš Klouček         | Czechy     | + 0:42  |
| 7     | Ondřej Bambula        | Czechy     | + 0:49  |
| 8     | Yannick Martinez      | Francja    | + 0:49  |
| 9     | Robert Gavenda        | Słowacja   | + 0:50  |
| 10    | Guillaume Perrot      | Francja    | + 0:51  |

### Kobiety
| Medal | Zawodnik             | Narodowość        | Czas    |
| ----- | -------------------- | ----------------- | ------- |
|       | Hanka Kupfernagel    | Niemcy            | 41:42 m |
|       | Sabine Spitz         | Niemcy            | + 0:28  |
|       | Mirjam Melchers      | Holandia          | + 0:32  |
| 4     | Laurence Leboucher   | Francja           | + 0:32  |
| 5     | Maryline Salvetat    | Francja           | + 0:32  |
| 6     | Daphny van den Brand | Holandia          | + 2:02  |
| 7     | Ann Knapp            | Stany Zjednoczone | + 2:16  |
| 8     | Anja Nobus           | Belgia            | + 2:24  |
| 9     | Marianne Vos         | Holandia          | + 2:25  |
| 10    | Nadia Triquet        | Francja           | + 2:47  |

## Tabela medalowa
| Miejsce | Państwo    |   |   |   |   |
| ------- | ---------- | - | - | - | - |
| 1.      | Belgia     | 1 | 1 | 1 | 3 |
| 1.      | Niemcy     | 1 | 1 | 1 | 3 |
| 3.      | Czechy     | 1 | 1 | 0 | 2 |
| 4.      | Włochy     | 1 | 0 | 0 | 1 |
| 5.      | Szwajcaria | 0 | 1 | 1 | 2 |
| 6.      | Holandia   | 0 | 0 | 1 | 1 |